# Miguel Ferrer
Miguel José Ferrer (n. 7 februarie 1955, Santa Monica, California, SUA – d. 19 ianuarie 2017, Santa Monica, California, SUA) a fost un actor american. A devenit cunoscut odată cu rolul lui Bob Morton în lungmetrajul RoboCop din 1987. A avut roluri de film în Cec în alb⁠(d) (1994), Formidabilul 2⁠(d) (1993), Mulan (1998), Traffic (2000) și Iron Man 3 (2013). În televiziune, acesta este cunoscut pentru următoarele roluri: agentul FBI Albert Rosenfield din Twin Peaks (1990–1991, 2017), Tarakudo din Aventurile lui Jackie Chan (2000–2005), Dr. Garret Macy din Crossing Jordan (2001–2007) și directorul adjunct al NCIS Owen Granger⁠(d) în NCIS: Los Angeles (2012–2017).

## Biografie
Ferrer s-a născut pe 7 februarie 1955 în Santa Monica, California, cel mai mare dintre cei cinci copii ai actorului portorican José Ferrer, câștigător al Premiului Oscar, și ai cântăreței Rosemary Clooney. Ferrer a avut două surori (Maria și Monsita) și doi frați (Gabriel și Rafael). De asemenea, a avut o soră vitregă mai mare, Letty (Leticia) Ferrer, din căsătoria anterioară a tatălui său cu Uta Hagen⁠(d). A fost vărul actorului George Clooney și nepotul jurnalistului Nick Clooney⁠(d). Ferrer a copilărit în Hollywood și Beverly Hills și a urmat Liceul Beverly Hills⁠(d).  În adolescență, interesul său principal era muzica; a cântat la tobe pe albumul Two Sides of the Moon⁠(d) al bateristului Keith Moon. După încheierea studiilor liceale, Ferrer a studiat actoria la Beverly Hills Playhouse⁠(d).

## Cariera
Prietenul lui Ferrer, Bill Mumy, l-a ales ca toboșar în serialul Sunshine, primul său rol de televiziune. Ferrer a fost colegul de trupă al lui Mumy în Seduction of the Innocent, o formație înființată de Steve Leialoha⁠(d) și Max Allan Collins⁠(d). Ambii fani ai benzilor desenate, Ferrer și Mumy au creat personajele Comet Man⁠(d) și Trypto the Acid Dog, și au scris împreună romanul grafic Marvel⁠(d) The Dreamwalker.
Ferrer și-a început cariera de actor la începutul anilor 1980, având roluri episodice în diferite seriale de televiziune. A interpretat versiunea mai tânără a personajului tatălui său în Magnum, PI⁠(d) în 1981. În 1983, i s-a acordat un rol minor ca ospătar în Confesiunea unui anonim⁠(d), iar în anul următor, a apărut în Star Trek III: În căutarea lui Spock (1984) ca ofițer pe puntea U.S.S. Excelsior. În 1984, a regizat piesa de teatru „When Ya Coming Back, Red Ryder?” la Coconut Grove Playhouse din Miami, Florida. A avut un rol important în filmul de acțiune RoboCop din 1987, interpretându-l pe Bob Morton, tânărul și ambițiosul director al Omni Consumer Products' Security Concepts și liderul de proiect al programului RoboCop. A avut roluri cunoscute în lungmetrajele Valentino Returns, Deep Star 6⁠(d) (1989),  Răzbunarea⁠(d) (1990), Formidabilul 2 (1993), Traffic (2000) și miniseria Virus mortal (1994). Uneori, a obținut și roluri principale - The Harvest⁠(d) și Demonul nopții.
La începutul anilor 1990, Ferrer a apărut concomitent în trei seriale de televiziune: D.A. Todd Spurrier în Shannon's Deal⁠(d) (1989–1991), polițistul Beau Jack Bowman în Broken Badges⁠(d) (1990–1991) și cinicul agent FBI Albert Rosenfield în Twin Peaks (1990–91). Acesta și-a reluat rolul din urmă în filmul Twin Peaks: Ultimele șapte zile ale Laurei Palmer (1992). Ferrer a jucat rolul unui răufăcător numit „The Weatherman” în episodul pilot al serialului Justice League of America⁠(d) din 1997. Mai târziu, în același an, a realizat vocea personajului Weather Wizard⁠(d) în episodul „Speed Demons⁠(d)” din serialul Superman: The Animated⁠(d). În 1999, a realizat vocea personajului Aquaman într-un alt episod din Superman: The Animated. În cadrul celei de-a 41-a ediție a Premiilor Grammy, Ferrer a fost nominalizat la categoria „cel mai bun album de cuvinte vorbite pentru copii” pentru melodia „Simba's Pride Read-Along” din filmul Disney Regele Leu 2: Regatul lui Simba. A apărut în videoclipul muzical „I Will Remember⁠(d)” al formației americane de rock Toto alături de actorul Edward James Olmos.
Ferrer l-a interpretat pe medicul legist Dr. Garret Macy în serialul de televiziune Crossing Jordan (2001–07). În august 2003, Ferrer și-a făcut debutul pe scenă în New York în piesa de teatru off-Broadway⁠(d) The Exonerated⁠(d). În 2004, Ferrer a fost vocea liderului Heretic în jocul video Halo 2⁠(d). Ferrer a obținut roluri de voce în serialul Robot Chicken⁠(d) (2006) și Tată în stil american (2007). L-a interpretat pe Jonas Bledsoe în serialul Bionic Woman⁠(d) de la NBC și a apărut în rolul comandatului militar al lui Gath în serialul Kings⁠(d).
Ferrer l-a interpretat pe locotenentul de poliție Felix Valdez în serialul dramatic din 2011 The Protector⁠(d). De asemenea a avut un rol episodic în ultimul sezon din Neveste disperate și în NCIS: Los Angeles. A apărut în filmul Iron Man 3 în rolul vicepreședintelui. Acesta și-a reluat rolul lui Albert Rosenfield în sezonul al treilea al serialului Twin Peaks.

## Moartea
Pe 19 ianuarie 2017, Ferrer a murit în casa sa din Santa Monica de cancer esofagian la vârsta de 61 de ani. La momentul morții sale, Ferrer era căsătorit cu producătoarea Lori Weintraub. Cei doi au avut doi fii și doi fii vitregi. Ferrer este înmormântat în cimitirul Santa María Magdalena de Pazzis⁠(d) din San Juan, Puerto Rico, lângă mormântul tatălui său.

## În cultura populară
Miguel O'Hara, alter egoul supereroului Marvel Spider-Man 2099⁠(d), a fost numit după Ferrer de către prietenul său, scriitorul Peter David⁠(d).
Cel de-al șaptelea episod al celui de-al treilea sezon din Young Justice: Outsiders⁠(d) i-a fost dedicat. Ferrer a realizat vocea personajului Vandal Savage⁠(d) în primele două sezoane. Ca urmare a morții sale, David Kaye⁠(d) a preluat acest rol și cel al lui Jonathan Rook/Stretch Monster în Stretch Armstrong și Flex Fighters⁠(d).
Episodul special „Together Again” al serialului animat Distant Lands⁠(d) a fost dedicat în memoria sa. Ferrer a realizat vocea personajului Death în serial.

## Filmografie

### Filme
| An   | Titlu                                                      | Rol                                     | Note                        |
| ---- | ---------------------------------------------------------- | --------------------------------------- | --------------------------- |
| 1982 | Truckin' Buddy McCoy                                       | Pete                                    |                             |
| 1982 | And They Are Off                                           |                                         |                             |
| 1983 | Heartbreaker                                               | Angel                                   |                             |
| 1983 | The Man Who Wasn't There                                   | Waiter                                  |                             |
| 1984 | Star Trek III: The Search for Spock                        | USS Excelsior helm officer              |                             |
| 1984 | Flashpoint                                                 | Roget                                   |                             |
| 1984 | Lovelines                                                  | Dragon                                  |                             |
| 1987 | RoboCop                                                    | Bob Morton                              |                             |
| 1989 | Deepstar Six                                               | Snyder                                  |                             |
| 1989 | Valentino Returns                                          | Sinister biker                          |                             |
| 1990 | Revenge                                                    | Amador                                  |                             |
| 1990 | The Guardian                                               | Ralph Hess                              |                             |
| 1992 | Twin Peaks: Fire Walk with Me                              | Albert Rosenfield                       |                             |
| 1992 | The Harvest                                                | Charlie Pope                            |                             |
| 1993 | Cigarettes & Coffee                                        | Bill                                    | Scurtmetraj                 |
| 1993 | Point of No Return                                         | Director Kaufman                        |                             |
| 1993 | Hot Shots! Part Deux                                       | Commander Harbinger                     |                             |
| 1993 | Another Stakeout                                           | Tony Castellano                         |                             |
| 1993 | It's All True: Based on an Unfinished Film by Orson Welles | Narrator (voce)                         | Documentar                  |
| 1994 | Blank Check                                                | Carl Quigley                            |                             |
| 1996 | The Disappearance of Garcia Lorca                          | Centeno                                 |                             |
| 1997 | The Night Flier                                            | Richard Dees                            |                             |
| 1997 | Mr. Magoo                                                  | Mr. Ortega Peru                         |                             |
| 1998 | Brave New World                                            | Director of Hatcheries and Conditioning |                             |
| 1998 | Mulan                                                      | Shan Yu (voce)                          |                             |
| 1998 | Where's Marlowe?                                           | Joe Boone                               |                             |
| 2000 | Traffic                                                    | Eduardo Ruiz                            |                             |
| 2002 | Sunshine State                                             | Lester                                  |                             |
| 2004 | The Manchurian Candidate                                   | Colonel Garret                          |                             |
| 2004 | Silver City                                                | Cliff Castleton                         |                             |
| 2005 | The Man                                                    | Agent Peters                            |                             |
| 2008 | Justice League: The New Frontier                           | J'onn J'onzz / Martian Manhunter (voce) | Direct-to-DVD               |
| 2009 | Wrong Turn at Tahoe                                        | Vincent                                 |                             |
| 2010 | Hard Ride to Hell                                          | Jefe                                    |                             |
| 2011 | This Is Not a Movie                                        |                                         | Voce                        |
| 2011 | Beverly Hills Chihuahua 2                                  | Delgado (voce)                          | Direct-to-DVD               |
| 2011 | Four Assassins                                             | Eli                                     |                             |
| 2012 | Noah                                                       | Kabos (voce)                            |                             |
| 2012 | The Courier                                                | Mr. Capo                                |                             |
| 2012 | Beverly Hills Chihuahua 3: Viva la Fiesta!                 | Delgado (voce)                          | Direct-to-DVD               |
| 2013 | Iron Man 3                                                 | Vice President Rodriguez                |                             |
| 2014 | Rio 2                                                      | Big Boss (voie)                         |                             |
| 2017 | Teen Titans: The Judas Contract                            | Deathstroke / Slade Wilson (voce)       | Direct-to-DVD Lansat postum |

### Televiziune
| An         | Titl                                              | Rol                                                       | Note                                                                                         |
| ---------- | ------------------------------------------------- | --------------------------------------------------------- | -------------------------------------------------------------------------------------------- |
| 1981       | Magnum, P.I.                                      | Ensign Robert 'Bobby' Wickes, USN                         | Episodul: "Lest We Forget"                                                                   |
| 1982–85    | Trapper John, M.D.                                | Trauma Team Doctor, Dr. Austin, Darby Thud                | 3 episoade                                                                                   |
| 1983       | CHiPs                                             | Bean                                                      | Episodul: "Firepower"                                                                        |
| 1984       | Cagney & Lacey                                    | Nunzio                                                    | Episodul: "Choices"                                                                          |
| 1984       | Hill Street Blues                                 | Carlos                                                    | Episodul: "Ewe and Me, Babe"                                                                 |
| 1985       | T. J. Hooker                                      | Sonny Unger                                               | Episodul: "Love Story"                                                                       |
| 1987       | Houston Knights                                   | Virgilio                                                  | Episodul: "Scarecrow"                                                                        |
| 1987       | CBS Summer Playhouse                              | Mic                                                       | Episodul: "Kung Fu: The Next Generation"                                                     |
| 1987       | Hotel                                             | Brian                                                     | Episodul: "All the King's Horses"                                                            |
| 1987       | Ohara                                             | Kramer                                                    | Episodul: "Artful Dodgers"                                                                   |
| 1987       | Downpayment on Murder                             | Martin                                                    | Film de televiziune                                                                          |
| 1988       | Hooperman                                         | Scott Kapus                                               | Episodul: "Chariots of Fire"                                                                 |
| 1988       | C.A.T. Squad: Python Wolf                         | Paul Kiley                                                | Film de televiziune                                                                          |
| 1988       | Badlands 2005                                     | Rex                                                       | Episod pilot                                                                                 |
| 1987, 1989 | Miami Vice                                        | Ramon Pedroza, District Attorney                          | 2 episoade                                                                                   |
| 1989       | Guts and Glory: The Rise and Fall of Oliver North | Scott Toney                                               | Film de televiziune                                                                          |
| 1989       | Shannon's Deal                                    | Todd Spurrier                                             | Film de televiziune                                                                          |
| 1990       | Drug Wars: The Camarena Story                     | Tony Riva                                                 | 3 episoade                                                                                   |
| 1990–91    | Twin Peaks                                        | FBI Agent Albert Rosenfield                               | 8 episoade                                                                                   |
| 1990–91    | Shannon's Deal                                    | D.A. Todd Spurrier                                        | 9 episoade                                                                                   |
| 1991       | Murder in High Places                             | Wilhoite                                                  | Film de televiziune                                                                          |
| 1990–91    | Broken Badges                                     | Beau Jack Bowman                                          | 7 episoade                                                                                   |
| 1990–94    | Tales from the Crypt                              | Gary, Hitman, Mitch Bruckner                              | 3 episoade                                                                                   |
| 1992       | On the Air                                        | Bud Budwaller                                             | 7 episoade                                                                                   |
| 1992       | In the Shadow of a Killer                         | Dist. Atty. Steven Walzer                                 | Film de televiziune                                                                          |
| 1992       | Cruel Doubt                                       | Lewis Young                                               | 2 episoade                                                                                   |
| 1993       | Scam                                              | Barry Landers                                             | Film de televiziune                                                                          |
| 1994       | Biography                                         | Narrator (voce)                                           | Episodul: "Bruce Lee: The Immortal Dragon"                                                   |
| 1994       | Royce                                             | Gribbon                                                   | Film de televiziune                                                                          |
| 1994       | The Stand                                         | Lloyd Henreid                                             | 4 episoade                                                                                   |
| 1994       | Incident at Deception Ridge                       | Ray Hayes                                                 | Film de televiziune                                                                          |
| 1994       | ER                                                | Mr. Parker                                                | Necreditat Episodul: "24 Hours"                                                              |
| 1994       | Jack Reed: A Search for Justice                   | Win Carter                                                | Film de televiziune                                                                          |
| 1994       | A Promise Kept: The Oksana Baiul Story            | Stanislav                                                 | Film de televiziune                                                                          |
| 1995       | The Return of Hunter: Everyone Walks in L.A.      | Jack Valko                                                | Film de televiziune                                                                          |
| 1995       | In the Line of Duty: Hunt for Justice             | Thomas Manning                                            | Film de televiziune                                                                          |
| 1995       | Fallen Angels                                     | Prologue Narrator, Abbazzia                               | 6 episoade                                                                                   |
| 1996       | Project ALF                                       | Dexter Moyers                                             | Film de televiziune                                                                          |
| 1997       | Justice League of America                         | The Weather Man (Dr. Eno)                                 | Episod pilot                                                                                 |
| 1997–99    | Superman: The Animated Series                     | Aquaman, De'Cine, Weather Wizard (voci)                   | 3 episoade                                                                                   |
| 1997       | The Shining                                       | Mark James Torrance (voce)                                | Necreditat Episodul: "#1.2"                                                                  |
| 1998       | Brave New World                                   | Director of Hatcheries and Conditioning                   | Film de televiziune                                                                          |
| 1998       | Men in Black: The Series                          | Dr. Lupo, Lupo Clone (voci)                               | Episodul: "The Take No Prisoners Syndrome"                                                   |
| 1998       | Hercules                                          | Antaeus (voce)                                            | Episodul: "Hercules and the Hostage Crisis"                                                  |
| 1998–99    | LateLine                                          | Victor 'Vic' Karp                                         | 17 episoade                                                                                  |
| 1999       | Will & Grace                                      | Nathan Berry                                              | Episodul: "Saving Grace"                                                                     |
| 2000       | 3rd Rock from the Sun                             | Jack                                                      | Episodul: "Youth Is Wasted on the Dick"                                                      |
| 2001       | Matisse & Picasso: A Gentle Rivalry               | Pablo Picasso (voce)                                      | Scurtmetraj de televiziune                                                                   |
| 2001–07    | Crossing Jordan                                   | Dr. Garret Macy                                           | 117 episoade                                                                                 |
| 2002       | Shadow Realm                                      | Dr. Daniel Critchley                                      | Film de televiziune                                                                          |
| 2002       | Night Visions                                     | Dr. Dan Critchley                                         | Episodul: "Patterns"                                                                         |
| 2002       | Sightings: Heartland Ghost                        | Allen                                                     | Film de televiziune                                                                          |
| 2003       | L.A. County 187                                   | Sgt. Walter Drazin                                        | Film de televiziune                                                                          |
| 2003–2004  | Jackie Chan Adventures                            | Tarakudo/Shadowkhan King (voce)                           | 8 episoade                                                                                   |
| 2006       | Robot Chicken                                     | Danny Ocean, Basher Tarr (voci)                           | Episodul: "1987"                                                                             |
| 2007       | American Dad!                                     | Agent Hopkins (voce)                                      | Episodul: "American Dream Factory"                                                           |
| 2007       | El Tigre: The Adventures of Manny Rivera          | El Tigre I (voce)                                         | Episodul: "The Grave Escape"                                                                 |
| 2007       | Bionic Woman                                      | Jonas Bledsoe                                             | 9 episoade                                                                                   |
| 2007       | The Batman                                        | Sinestro (voce)                                           | Episodul: "Ring Toss"                                                                        |
| 2008       | Medium                                            | Joey, Teddy Carmichael                                    | Episodul: "Being Joey Carmichael"                                                            |
| 2008       | Law & Order: Criminal Intent                      | Gus Kovak                                                 | Episodul: "Ten Count"                                                                        |
| 2009       | CSI: Crime Scene Investigation                    | Defense Attorney Whitten                                  | Episodul: "Miscarriage of Justice"                                                           |
| 2009       | The Spectacular Spider-Man                        | Silvio Manfredi / Silvermane (voce)                       | 2 episoade                                                                                   |
| 2009       | Kings                                             | General Mallick                                           | Episodul: "Prosperity"                                                                       |
| 2009       | Lie to Me                                         | FBI ASAC Bill Steele                                      | Episodul: "Tractor Man"                                                                      |
| 2010       | Psych                                             | Fred Collins Boyd                                         | Episodul: "Think Tank"                                                                       |
| 2010       | Edgar Floats                                      | Bob                                                       | Episod pilot                                                                                 |
| 2011       | Ben 10: Ultimate Alien                            | Magister Hulka, Alpha #4 (voci)                           | Episodul: "Basic Training"                                                                   |
| 2011       | ThunderCats                                       | Duelist (voce)                                            | Episodul: "The Duelist and the Drifter"                                                      |
| 2011       | The Protector                                     | Lieutenant Felix Valdez                                   | 13 episoade                                                                                  |
| 2011       | Desperate Housewives                              | Andre Zeller                                              | 5 episoade                                                                                   |
| 2012       | Applebaum                                         | Detective Pepper Ferrer                                   | Episod pilot                                                                                 |
| 2010–13    | Young Justice                                     | Vandal Savage, L-1, Tribune, National Guardsman #2 (voci) | 11 episoade                                                                                  |
| 2011–14    | Adventure Time                                    | Death, Grod, Skeleton #2 (voci)                           | 4 episoade                                                                                   |
| 2012–17    | NCIS: Los Angeles                                 | NCIS Assistant Director Owen Granger                      | 115 Episoade                                                                                 |
| 2017       | Twin Peaks                                        | Albert Rosenfield                                         | 11 episoade Lansat postum Nominalizat – Saturn Award for Best Supporting Actor on Television |
| 2017–18    | Stretch Armstrong and the Flex Fighters           | Stretch Monster, Helicopter Pilot (voci)                  | 10 episoade Lansat postum                                                                    |

### Jocuri video
| An   | Titlu                                                     | Rol            | Note |
| ---- | --------------------------------------------------------- | -------------- | ---- |
| 1998 | Disney's Animated Storybook: Mulan                        | Shan-Yu        | Voce |
| 2004 | Halo 2                                                    | Heretic Leader | Voce |
| 2013 | Adventure Time: Explore the Dungeon Because I Don't Know! | Death          | Voce |